# Stuart Williams (Radsportler)
Stuart Williams (* 19. September oder 29. September 1967 in Auckland) ist ein ehemaliger neuseeländischer Radrennfahrer.

## Sportliche Laufbahn
Williams war Bahnradsportler. Er war Teilnehmer der Olympischen Sommerspiele 1988 in Seoul. In der Mannschaftsverfolgung schied Neuseeland mit Craig Connell, Nigel Donnelly, Andrew Whitford und Stuart Williams in der Qualifikation aus.
Er war auch Teilnehmer der Olympischen Sommerspiele 1992 in Barcelona. In der Mannschaftsverfolgung wurde Neuseeland mit Gary Anderson, Nigel Donnelly, Carlos Marryatt, Stuart Williams und Glenn McLeay auf dem 7. Rang klassiert.
Bei den Commonwealth Games 1990 gewann Williams mit Craig Connell, Nigel Donnelly, Gary Anderson und Glenn McLeay die Goldmedaille in der Mannschaftsverfolgung.